# 신세기 에반게리온 극장판: 사도신생
《신세기 에반게리온 극장판: 사도신생》(新世紀エヴァンゲリオン劇場版　シト新生 신세이키에반게리온게키죠반 시토신세이[*], 영어: Neon Genesis Evangelion: Death and Rebirth)은 TV 애니메이션 《신세기 에반게리온》의 첫 번째 극장판 작품으로, 1997년 3월 15일 일본에서 개봉된 애니메이션 작품이다.

## 개요
이 작품은, TV판으로 방영되었던 내용을 재구성한 'DEATH'와, 제25화의 리메이크(실제로는 완전히 새로 만듦)의 전반부에 해당하는 'REBIRTH'로 구성되어 있다.
TV판 방영이 끝난 후 1개월 뒤인 1996년 4월에, 제25화와 최종화(26화)를 당초의 각본에 따른 형태로 리메이크하여, 기존에 차례대로 발매되어 있던 VHS 및 LD 소프트로 발매하고, 여기에 제25화와 26화를 별도의 완전 신작 오리지널 극장판으로 제작하여 개봉하려는 계획이 발표된 바 있다. 이 두 기획이 연동되어, 1997년 봄에 TV판의 총집편과 리메이크판 25,26화를 하나로 묶은 극장판이, 1997년 여름에는 '완전 신작'의 극장판이 개봉될 예정이 잡혀있었다.
그러나, 리메이크 판 'REBIRTH'의 제작이 1997년 봄 개봉 일정에 맞추지 못하여, 'REBIRTH'는 본래 예정되었던 내용의 도중까지가 개봉되었고, 같은해 여름 공개된 'Air/진심을 너에게'에서 완결판을 내놓게 된 것이다. 이로 인해, 예정에 있었던 '완전 신작'은 이루어지지 못하였으며, 이러한 제반 사정으로 이 작품의 극장 예고편에는 다음 작품인 'Air/진심을 너에게'에서만 들을 수 있는 대사가 일부 포함되어 있다.
예약권 판매 개시일이었던 1996년 11월 23일에는, 이른 아침부터 오리지널 전화카드가 포함된 예매권을 사려는 팬으로 장사진을 이루어, 일반 매스컴에도 보도될 정도였다.
'REBIRTH'는 그 뒤에 개봉된 'Air'와 내용이 중복되어, 2003년 발매된 디지털 리뉴얼판 DVD에는 수록되지 않았다. 한편, 'DEATH'는 이후 수정된 판으로 'DEATH(TRUE)', 재수정판으로 'DEATH (TRUE)2'가 공개되었다. 현재 소프트로 볼 수 있는 것은 'DEATH(TRUE)2' 뿐이다. 오리지널의 'DEATH'에서 제작된 새 장면의 많은 부분이 뒤의 수정판에서 삭제되어, VHS판 및 LD판에서 제21화~24화의 중간중간에 삽입되었다. 이 수정판에서 삭제된 장면에 관하여는, 카도카와 문고에서 발행한 필름 북('DEATH'판만 수록)에서 확인이 가능하다. 남겨진 TV판의 재구성 부분 또한, 아야나미 레이의 미소를 비롯하여 삭제된 부분이 있다. DEATH(TRUE)2 제작 당시 녹음 또한 새롭게 이루어졌다.
2005년 6월 26일에는, 망가 엔터테인먼트에 의해 미국에서 DVD로 발매되기도 하였다.

## 출연

### 주연
- 하야시바라 메구미
- 미츠이시 코토노
- 야마구치 유리코
- 키요카와 모토무
- 나가사와 미키
- 코야스 타케히토

### 조연
- 미야무라 유코
- 타치키 후미히코
- 야마데라 코이치
- 세키 토모카즈
- 유우키 히로
- 이와나가 테츠야
- 이와오 준코
- 오가타 메구미

## 기타
- Line PD: 마고 코글린